# لیونی مایر

لیونی مایر آلمانی: Leonie Maier؛ زادهٔ ۲۹ سپتامبر ۱۹۹۲) یک بازیکن زن فوتبال اهل آلمان است. وی هم اکنون برای تیم بایرن مونیخ بازی می‌کند. 

## پیشهٔ بین‌المللی
او برای تیم ملی فوتبال زنان آلمان بازی می‌کند.
مایر اولین گل بین‌المللی خود را در یک بازی دوستانه مقابل تیم ملی کانادا و در تاریخ ۱۹ ژوئیه ۲۰۱۳ به ثمر رساند. او این گل را در دقیقهٔ ۵۳ زد که با نتیجهٔ ۰–۱ آلمان این بازی را با برد به پایان رساند.

### گل‌های ملی
| گلهای مایر برای تیم ملی آلمان | گلهای مایر برای تیم ملی آلمان | گلهای مایر برای تیم ملی آلمان | گلهای مایر برای تیم ملی آلمان | گلهای مایر برای تیم ملی آلمان | گلهای مایر برای تیم ملی آلمان | گلهای مایر برای تیم ملی آلمان |
| #                             | تاریخ                         | مکان                          | حریف                          | گل                            | نتیجه                         | رقابت                         |
| ----------------------------- | ----------------------------- | ----------------------------- | ----------------------------- | ----------------------------- | ----------------------------- | ----------------------------- |
| ۱.                            | ۱۹ ژوئن ۲۰۱۳                  | پادربورن، آلمان               | کانادا                        | ۱–۰                           | ۱–۰                           | بازی دوستانه                  |
| ۲.                            | ۲۹ژوئن ۲۰۱۳                   | مونیخ، آلمان                  | ژاپن                          | ۱–۰                           | ۴–۲                           | بازی دوستانه                  |
| ۳.                            | ۲۶ اکتبر ۲۰۱۳                 | کپر، اسلوونی                  | اسلوونی                       | ۲–۰                           | ۱۳–۰                          | انتخابی جام جهانی ۲۰۱۵ زنان   |

منبع:

## افتخارات

### همراه با تیم آلمان
- مسابقات فوتبال زنان زیر ۱۷ سال اروپا :قهرمانی در سال ۲۰۰۹
- مسابقات فوتبال زنان زیر ۱۹ سال اروپا :قهرمانی در سال ۲۰۱۱
- جام جهانی زیر ۲۰ سال زنان: نایب قهرمان سال ۲۰۱۲
- جام ملت‌های اروپا:قهرمانی در سال ۲۰۱۳